# Ermita de Nuestra Señora de la Peña (Betancuria)
La ermita y santuario de Nuestra Señora de la Peña es un pequeño templo situado en el valle de la Vega de Río Palmas en el municipio de Betancuria (isla de Fuerteventura, Canarias, España). La ermita es famosa porque en su interior se venera la diminuta imagen de alabastro de la Virgen María conocida como la Virgen de la Peña (La Peñita), patrona de la isla de Fuerteventura.

## Descripción e historia

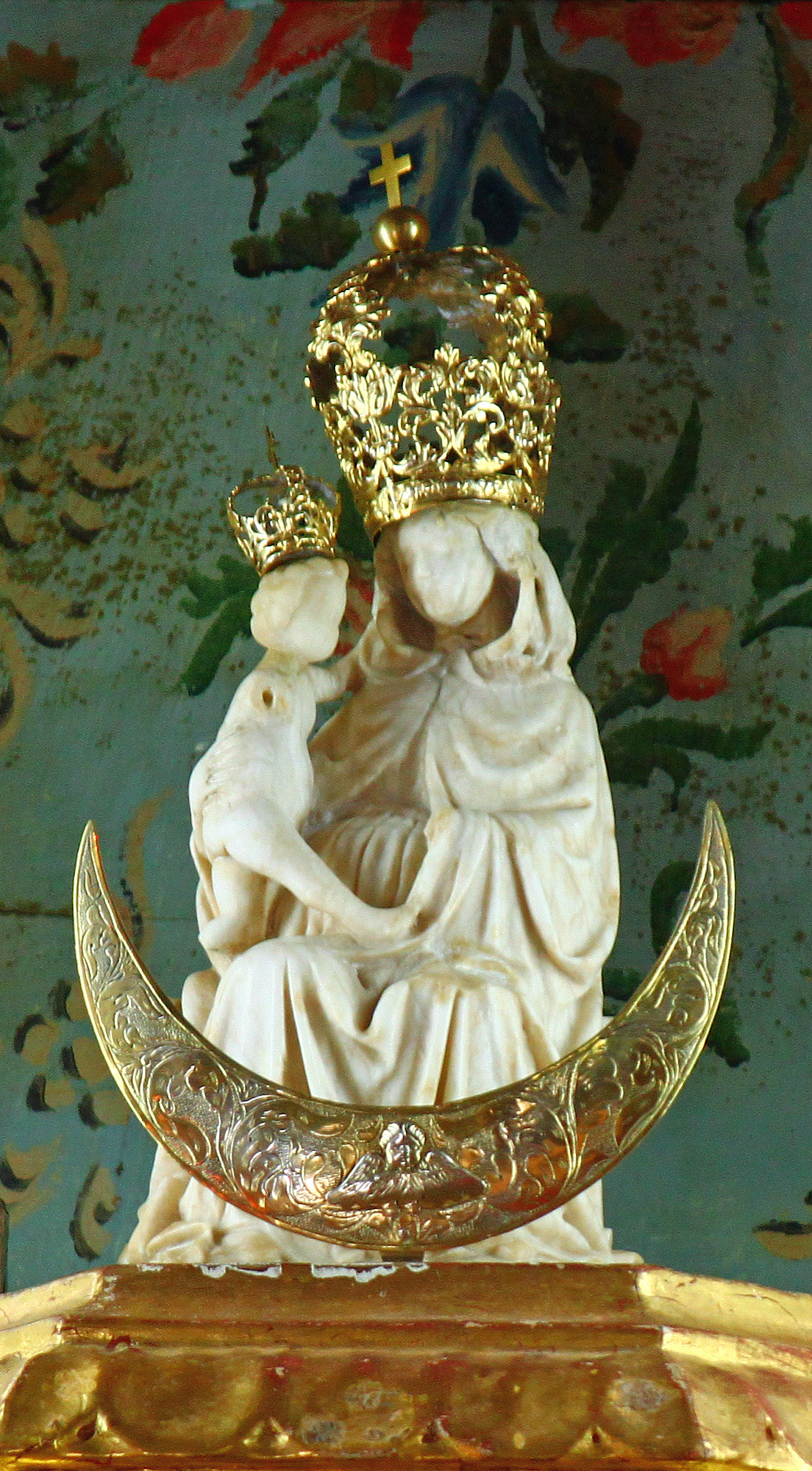
Imagen de la Virgen de la Peña, patrona de Fuerteventura.

La ermita es de una sola nave, en la que destaca su característica fachada que es de corte clasicista, está realizada en cantería, elemento noble poco frecuente en las iglesias de la isla y que demuestra la importancia de la misma. Cabe destacar el arco de medio punto flanqueados por sendos plintos decorados con casetones, capiteles compuestos acogen a un frontón con el tímpano vacío.
En el interior destaca el Altar Mayor de la Virgen, donde se encuentra en una hornacina enmarcada en un sol de plata y la media luna a sus pies, la imagen de la patrona de Fuerteventura, la Virgen Santísima de la Peña. Es una talla de pequeñas dimensiones está sentada y en sus rodillas sostiene al niño, esculpida en alabastro, sus características se enmarcan dentro del estilo gótico francés del siglo XV. El retablo mayor es de estilo rococó chinesco con motivos vegetales. Se atribuye al artista lagunero Cristóbal Afonso. En la ermita también se encuentran en los laterales de la nave los altares de; San Lorenzo, Santa Lucía de Siracusa y San Sebastián.
Esta iglesia fue costeada por los pueblos de la isla y se edificó en los primeros años del siglo XVIII, inaugurándose el 26 de agosto de 1716. Con anterioridad al siglo XVIII la Virgen de la Peña estuvo ubicada en otros santuarios. Primero en una pequeña ermita en Malpaso y desde este santuario fue trasladada a la Vega de Río Palmas, para ser colocada en la primera ermita que se levantó en su honor en este paraje. En ella permaneció hasta que se bendijo el nuevo templo, que es el que se conserva en la actualidad.
Esta ermita fue declarada Bien de Interés Cultural de Canarias con categoría de Monumento en 1985.

## Fiestas
Cada año, durante el mes de septiembre esta ermita se convierte en el epicentro de la devoción popular de Fuerteventura. El viernes anterior al tercer sábado de septiembre se celebra la "Romería de La Peña", en la cual la imagen de la patrona majorera sale al pórtico de su santuario para recibir las ofrendas de los fieles. Al día siguiente (el sábado) se realiza una Solemne Misa presidida por el obispo de la Diócesis de Canarias y la posterior procesión de la venerada imagen por las calles.